# Fernand Thiébaud
Fernand Thiébaud (1906 – Bôle, 25 novembre 1997) è stato uno schermidore svizzero, vincitore di una medaglia di bronzo ai campionati mondiali di scherma.